# Labastide-du-Vert
Labastide-du-Vert è un comune francese di 238 abitanti situato nel dipartimento del Lot nella regione dell'Occitania.

## Società

### Evoluzione demografica
Abitanti censiti